# Nedalshytta

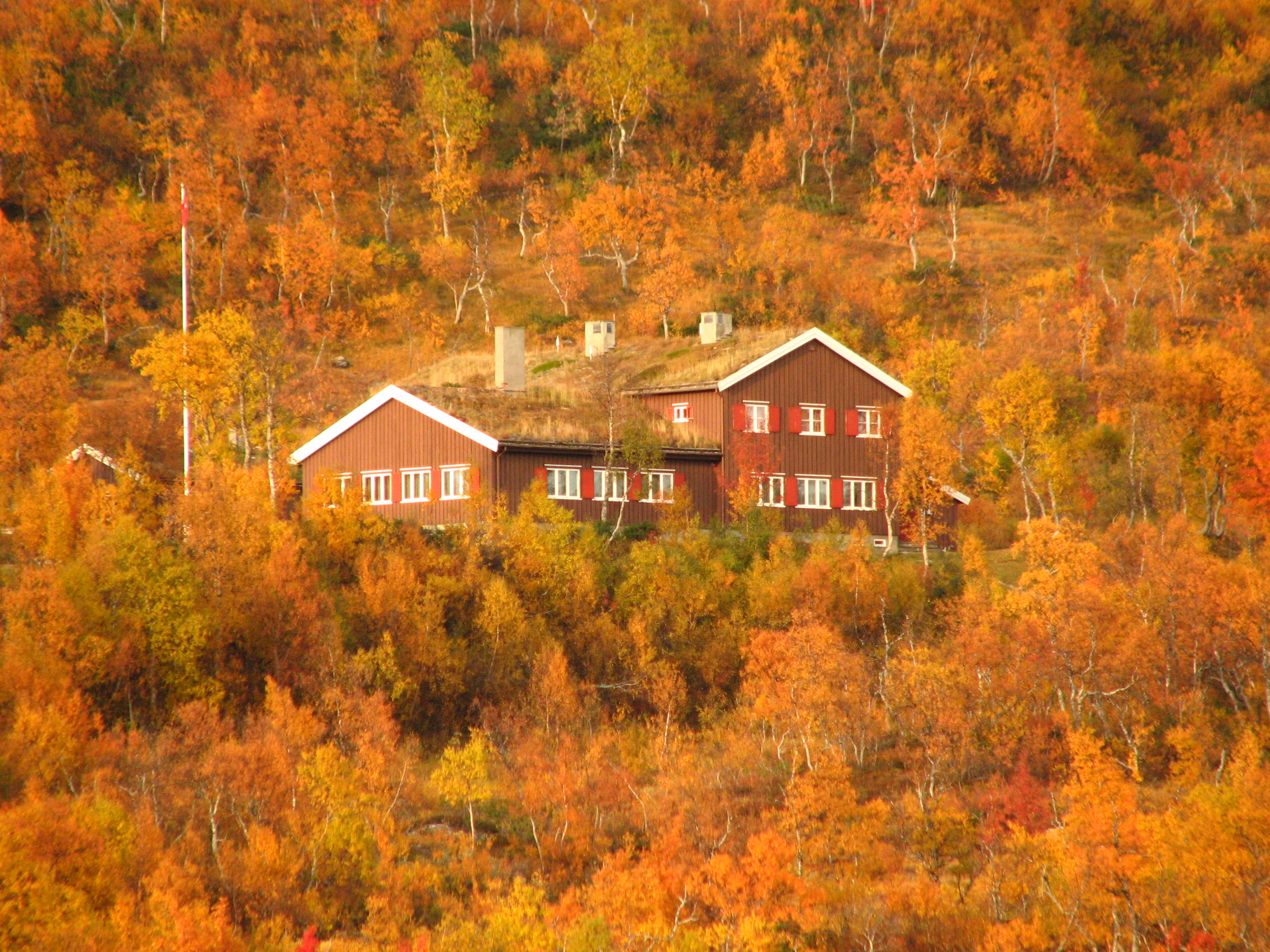
Nedalshytta

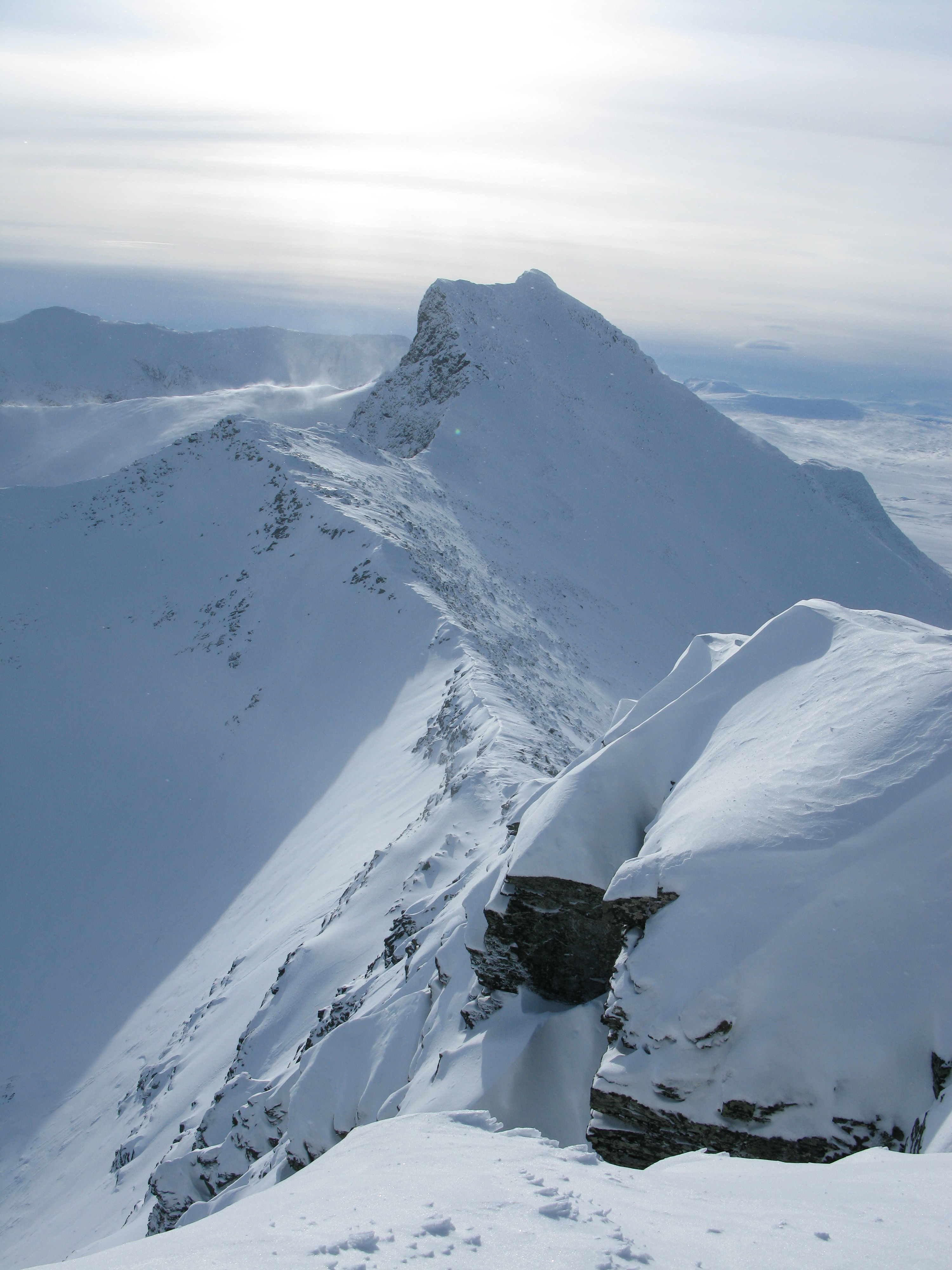
Nedalshytta ligger nära Sylarna

Nedalshytta är en fjällstation sydväst om Sylarna i Tydals kommun, Trøndelag fylke. Fjällstationen drivs av Trondheims turistförening och uppfördes 1971 då den ersatte en äldre fjällstuga som hamnade under vatten då man dämde sjön Nesjøen. På fjällstationen finns 60 bäddar.

## Vandringsleder
Från Nedalshytta finns markerade vandrings- och skidleder till Sylarnas fjällstation, Storerikvollen, Storsylen och Stugudal